# 2142 Ландау
2142 Ландау (2142 Landau) — астероїд головного поясу, відкритий 3 квітня 1972 року.
Тіссеранів параметр щодо Юпітера — 3,193.
Названий на честь радянського фізика, лауреата Нобелівської премії Ландау Лева Давидовича.